# 5. ročník udílení AACTA International Awards
5. ročník udílení AACTA International Awards se konal 29. ledna 2016 v Los Angeles. Nominace byly vyhlášeny 6. ledna 2016.

## Vítězové a nominovaní
Tučně jsou označeni vítězové
| Nejlepší film (drama) | Nejlepší režisér |
| --- | --- |

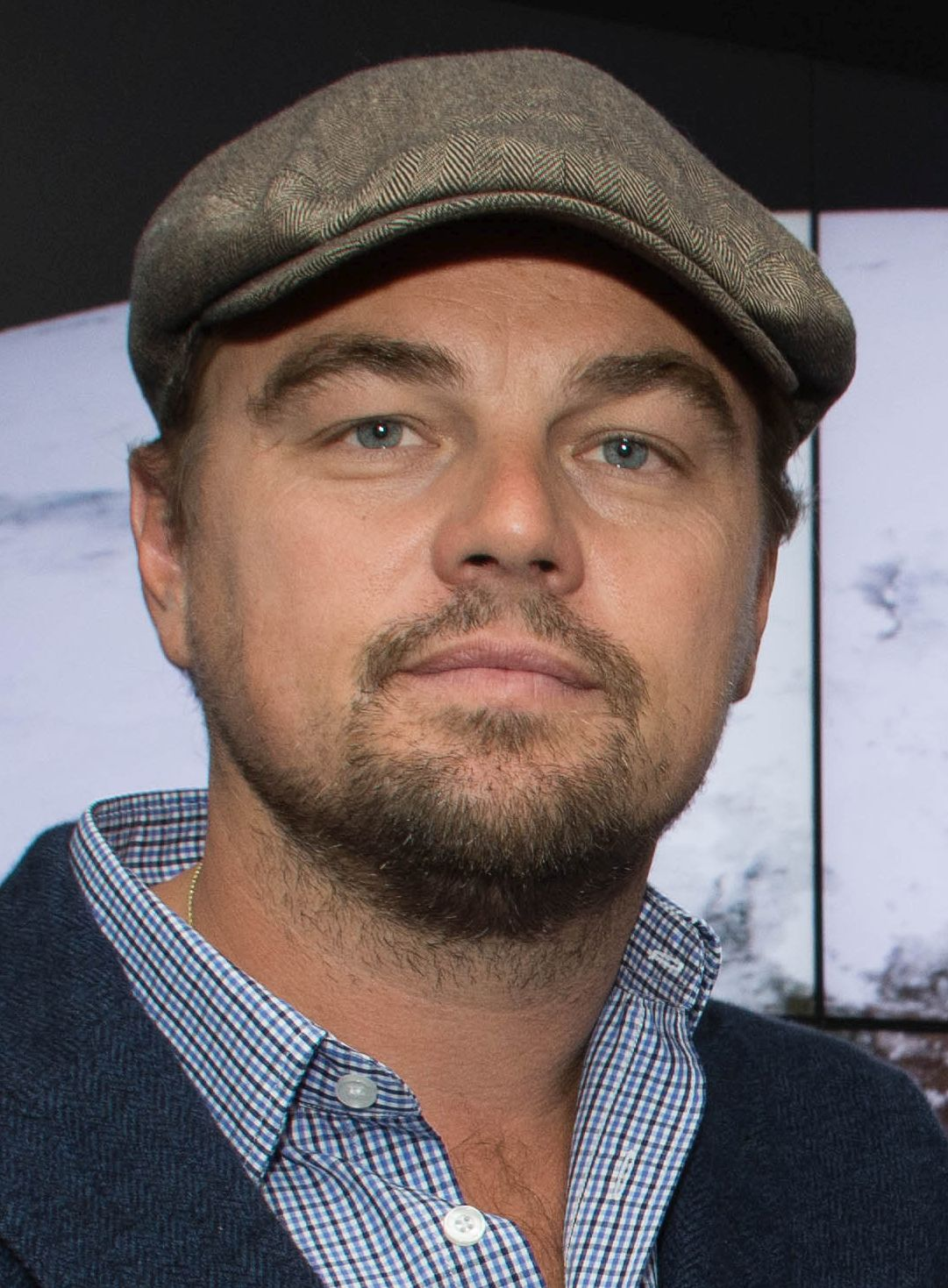
Leonardo DiCaprio, vítěz v kategorii nejlepší mužský herecký výkon v hlavní roli

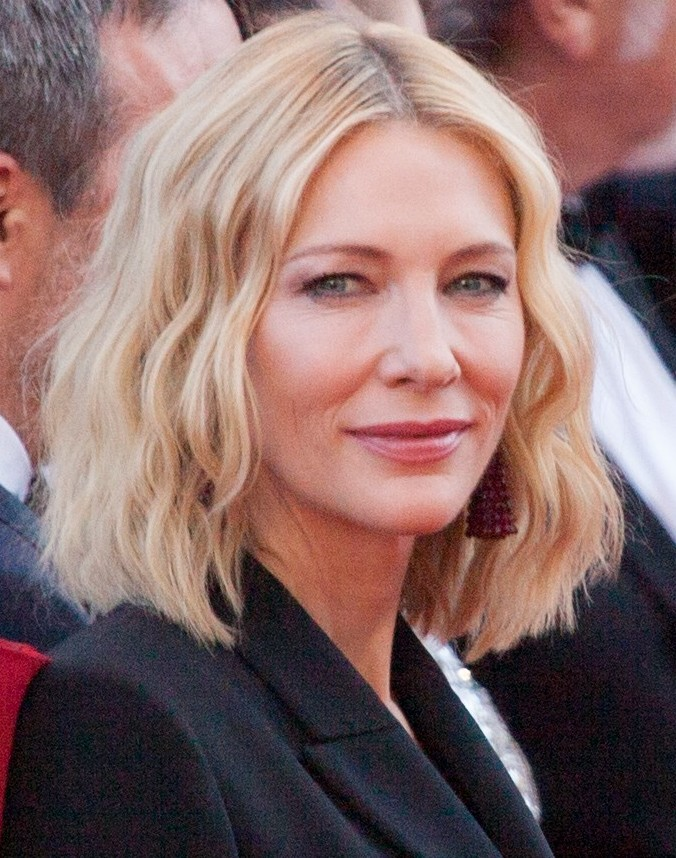
Cate Blanchett, vítězka v kategorii nejlepší ženský herecký výkon v hlavní roli

| - Šílený Max: Zběsilá cesta - Spotlight - Sázka na nejistotu - Carol - Revenant Zmrtvýchvstání                                                                                     | - George Miller – Šílený Max: Zběsilá cesta - Todd Haynes – Carol - Alejandro González Iñárritu – Revenant Zmrtvýchvstání - Ridley Scott – Marťan - Adam McKay – Sázka na nejistotu |
| Nejlepší mužský herecký výkon v hlavní roli | Nejlepší ženský herecký výkon v hlavní roli |
| - Leonardo DiCaprio – Revenant Zmrtvýchvstání - Matt Damon – Marťan - Michael Fassbender – Steve Jobs - Eddie Redmayne – Dánská dívka - Steve Carell – Sázka na nejistotu          | - Cate Blanchett – Carol - Brie Larson – Room - Saorise Ronan – Brooklyn - Charlize Theron – Šílený Max: Zběsilá cesta - Emily Bluntová – Sicario: Nájemný vrah                     |
| Nejlepší mužský herecký výkon ve vedlejší roli | Nejlepší ženský herecký výkon ve vedlejší roli |
| - Mark Rylance – Most špionů - Paul Dano – Love & Mercy - Christian Bale – Sázka na nejistotu - Benicio del Toro – Sicario: Nájemný vrah - Joel Edgerton – Black Mass: Špinavá hra | - Rooney Mara – Carol - Alicia Vikander – Dánská dívka - Jennifer Jason Leigh - Osm hrozných - Kate Winslet – Steve Jobs - Judy Davisová – Švadlena                                 |
| Nejlepší scénář | |
| - Tom McCarthy a Josh Singer – Spotlight - Alex Garlad – Ex Machina - Drew Goddard – Marťan - Aaron Sorkn – Steve Jobs - Phyllis Nagy – Carol                                      | |

## Další
- 22. ročník udílení Screen Actors Guild Awards
- 21. ročník udílení Critics' Choice Movie Awards
- 69. ročník udílení Filmových cen Britské akademie
- 73. ročník udílení Zlatých glóbů
- 88. ročník udílení Oscarů